# الوکرا
الوکرا (به لاتین: Alucra) یک سکونتگاه مسکونی در ترکیه است که در استان گره‌سون واقع شده‌است.

## خصوصیات
الوکرا ۱٬۵۲۴ متر بالاتر از سطح دریا واقع شده‌است.